# كوراي هال
كوراي هال (بالإنجليزية: Korey Hall)‏ هو لاعب كرة قدم أمريكية أمريكي، ولد في 5 أغسطس 1983 في غلينس فيري في الولايات المتحدة.

## وصلات خارجية
- كوراي هال على موقع إي إس بي إن.كوم (أن.أف.أل)3
- كوراي هال على موقع مرجع كرة القدم المحترفة.كوم (الإنجليزية)